# Simon Hammer
|  | Denne artikel eller sektion om sport er forældet eller ikke opdateret. Se artiklens diskussionsside eller historik. FCK Håndbold findes ikke mere, plus at det er usikkert, om han stadig spiller |

Simon Hammer (født 2. marts 1983) er en dansk håndboldspiller. Hans udvikling tog for alvor fart, da han i ungdomsårene spillede i HF Mors.
Han skiftede til hovedstadsklubben som 19-årig. Indtil 2005 spillede han på deltid samtidig med at han læste finansiel strategi på Niels Brocks Handelsskole. Han spillede en overgang håndbold på fuld tid, men efter eget udsagn kedede det ham, så han begyndte derfor at arbejde i Nordea ved siden af håndbolden.
I 2010 vandt han den danske pokalturnering med FCK Håndbold, da de slog Bjerringbro-Silkeborg Håndbold 31-30 i finalen. Derefter tog han i 2011 til Frederiksberg IF.

## Eksterne links
- Spillerinfo Arkiveret 30. september 2008 hos  Wayback Machine